# Amygdalops geniculatus
Amygdalops geniculatus är en tvåvingeart som beskrevs av Meijere 1916. Amygdalops geniculatus ingår i släktet Amygdalops och familjen sumpflugor. Inga underarter finns listade i Catalogue of Life.